# Помощник Сатаны
«Помощник сатаны» (англ. Satan's Little Helper, также известен под названием Маленький помощник сатаны) — американский комедийный фильм ужасов 2004 года режиссёра Джеффа Либермана. Съёмки фильма проводились в период с 9 августа 2003 года по 7 сентября 2003 года. Премьера фильма состоялась 6 мая 2004 года.

## Сюжет
Мальчик Даги, переиграв в компьютерную игру, в которой главный персонаж помогает сатане творить зло, решает заняться тем же в реальной жизни. В это время на Хэллоуин приезжает его сестра Джина со своим парнем Алексом. Так как Даги сам хочет жениться на сестре, Алекс оказывается его соперником. Кроме того, надежды Даги на то, что вместе с сестрой он будет ходить по городу и просить конфеты рушатся. В порыве обиды мальчик бесцельно бродит по городу и случайно встречает убийцу в костюме сатаны, недавно совершившего убийство. На глазах мальчика он совершает ещё одно убийство. Находясь под впечатлением игры мальчик заводит дружбу с убийцей и просит его помочь отделаться от Алекса. Избавившись от Алекса, убийца развлекает Даги новыми преступлениями, варьирующимися от хулиганства до новых убийств. Последние мальчик принимает за инсценировки. Однако, после того как по шуточной просьбе Даги его новый знакомый убивает его отца, герой понимает что познакомился с настоящим маньяком.

## В ролях
| Актёр             | Роль         |
| ----------------- | ------------ |
| Александр Брикель | Даг Вули     |
| Кэтрин Уинник     | Дженна Вули  |
| Аманда Пламмер    | Мэррилл Вули |
| Стивен Грэм       | Алекс Мартин |
| Джошуа Аннекс     | убийца       |

## Техническая информация
- Формат изображения: 1,78 : 1
- Формат копии: 35 mm Digital
- Формат съёмок: Video (HDTV)